# ان‌جی‌سی ۴۰۸
ان‌جی‌سی ۴۰۸ (انگلیسی: NGC 408) نام یک کهکشان در صورت فلکی ماهی است.